# Ла-Кемада

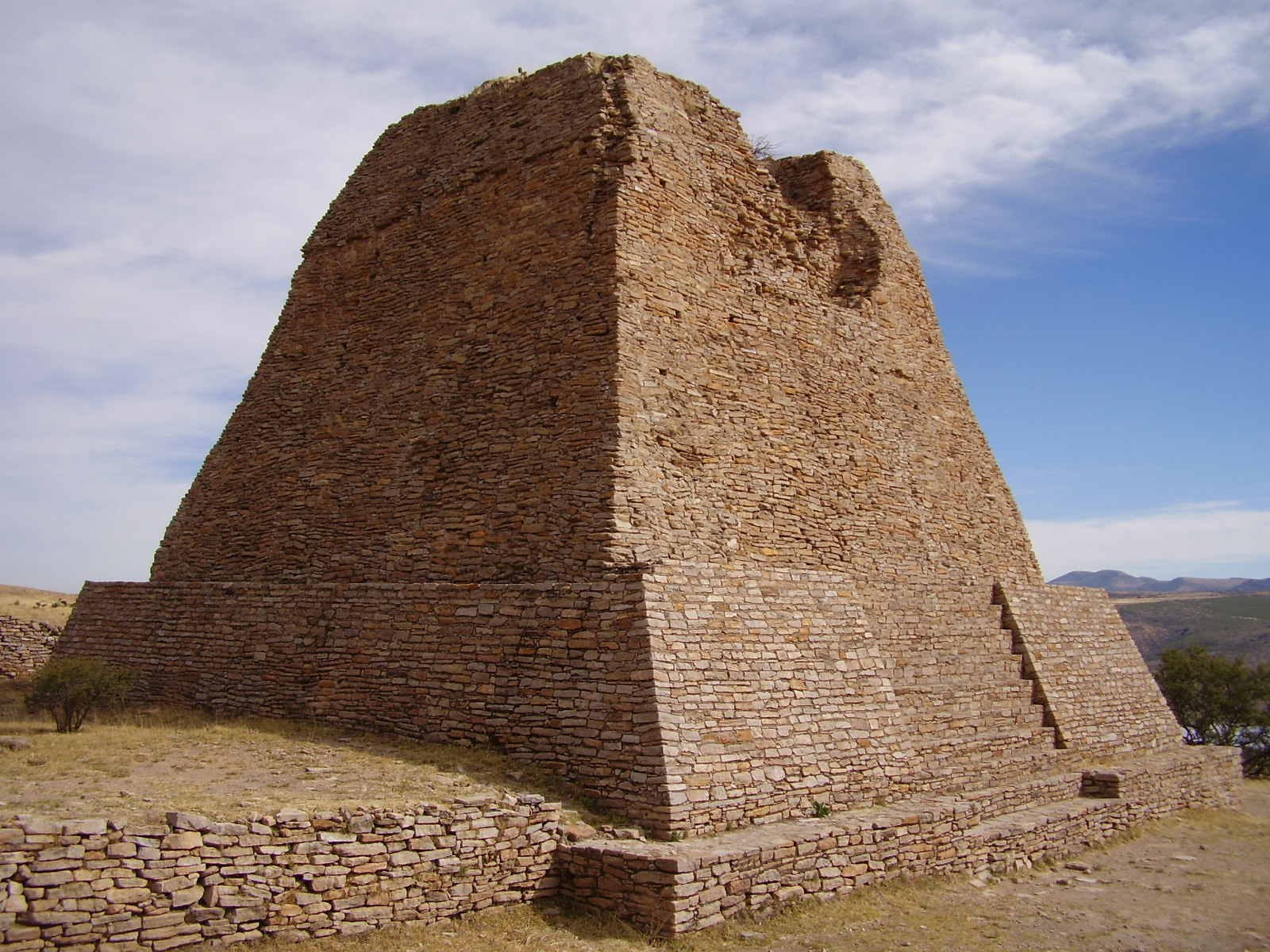
Пирамида в Ла-Кемаде

Археологическая зона Ла-Кемада, исп. La Quemada находится в 56 км к югу от города Сакатекас в муниципалитете Вильянуэва в Мексике.

## Описание археологической зоны
Ла-Кемада состоит из многочисленных платформ каменной кладки различного размера, расположенных террасами и функционировавших в качестве фундаментов для возводившихся на них строений.
Для соединения плит использовался цементный раствор из глины и растительных волокон, который с течением времени подвергся эрозии, приведя в ряде случаев к осыпанию кладки стен. Поверх кладки была нанесена облицовка, от которой в настоящее время сохранились лишь фрагменты.
Как показывают современные исследования, монументальный комплекс сооружался в несколько этапов, соответствовавших различным эпохам. Нередко новые здания возводились с использованием элементов предыдущих зданий.

## Культурная классификация
Культурная принадлежность Ла-Кемады не установлена. Выдвигались гипотезы, что Ла-Кемада может представлять собой:
- легендарный Чикомосток — прародину ацтеков,
- город кашканов,
- анклав Теотиуакана,
- политический центр государства тарасков, оборонительный пост против вторжения чичимеков,
- крупный административный центр тольтеков,
- результат независимого развития какой-либо группы аборигенного населения, проживавшего к северу от Рио-Гранде-де-Сантьяго.

## История
В 1615 г. брат Хуан де Торквемада писал о Ла-Кемаде как об одном из мест, которые посетили ацтеки во время своей миграции в центральную Мексику и где они оставили своих стариков и детей. Клавихеро в 1780 году идентифицировал это место с Чикомостоком, где ацтеки находились в течение 9 лет во время своей миграции в Анауак. Их предположения положили начало народному преданию, отождествляющему Ла-Кемаду с мифическом местом «Семь пещер».
В ходе археологических раскопок, которые проводились здесь с 1980-х гг., было установлено, что Ла-Кемада существовала в классический и ранний постклассический периоды, около 300—1200 гг. н. э., одновременно с культурой Чальчиуитес, для которой с начала н. э. была характерна интенсивная горнодобывающая деятельность. Ла-Кемада, вместе с такими городами, как Лас-Вентанас, Эль-Иштепете, крупными поселениями на возвышенностях Халиско и Гуанахуато образовывали сеть культурно-торговых обменов, связанную с Теотиуаканом (350—700 d. C.), простиравшуюся с севера Сакатекас до Мексиканского залива.
В период 700—1100 гг. Ла-Кемада уже не участвовала в этой сети, поскольку стала конкурировать на региональном уровне с рядом других центров. Именно в это время в Ла-Кемаде появляются признаки оборонительного строительства: на северной оконечности возводится стена высотой около 4 метров и 4 метров шириной и, кроме того, сносятся две лестницы на монументальной пирамиде, чтобы ограничить доступ к городу.
Следы пожара, обнаруженные в различных местах при раскопках Ла-Кемады, говорят о том, что город исчез в результате насильственных действий.